# 布達-波利達里夫西卡
51°1′5″N 29°33′50″E / 51.01806°N 29.56389°E
布達-波利達里夫斯卡（烏克蘭語：Буда-Полідарівська）是位於烏克蘭北部的村莊，由基辅州维什霍罗德区的伊萬基夫市鎮負責管轄。該村面積1平方公里，海拔高度169米，2001年人口8，人口密度每平方公里8人。